# Смешанное масонство

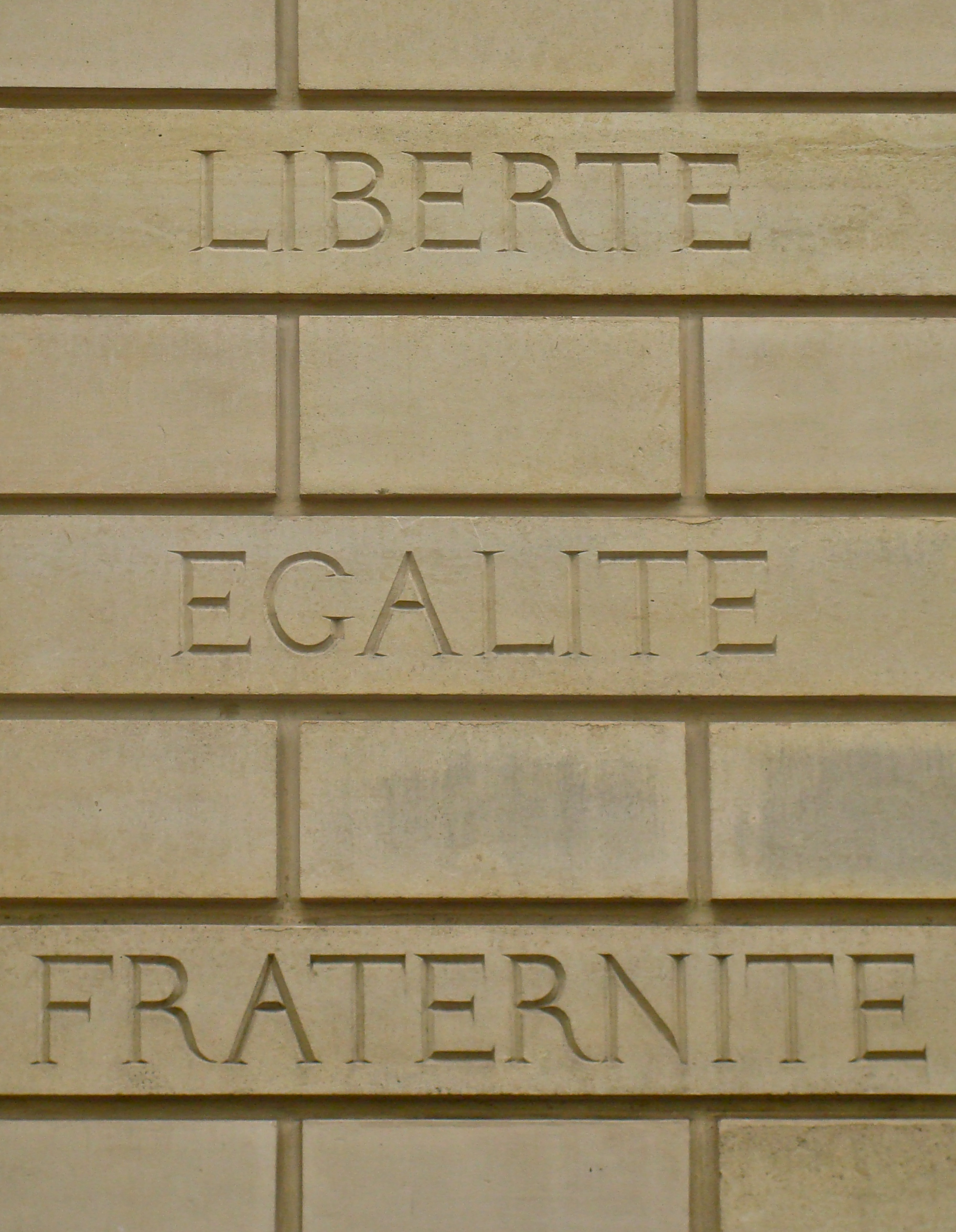
Свобода, Равенство, Братство

Смешанное масонство — масонские организации, членами которых являются женщины и мужчины.

## Появление смешанного масонства
Французское масонство давно пыталось включить в свои ряды женщин. Великий восток Франции основал «Адоптивный ритуал» ещё в 1774 году, в ложах которого сёстры, жёны и дочери масонов присоединялись к ложам.
Le Droit Humain был основан во Франции в конце XIX века, в период сильного феминистического движения и борьбы за право голоса для женщин. Это был первый смешанный масонский орден. Сегодня в нём состоят мужчины и женщины более чем из 50 стран мира.

## Le Droit Humain
Le Droit Humain был основан во Франции в конце XIX века, в период сильного феминистического движения и борьбы за право голоса для женщин. Это был первый смешанный масонский орден.

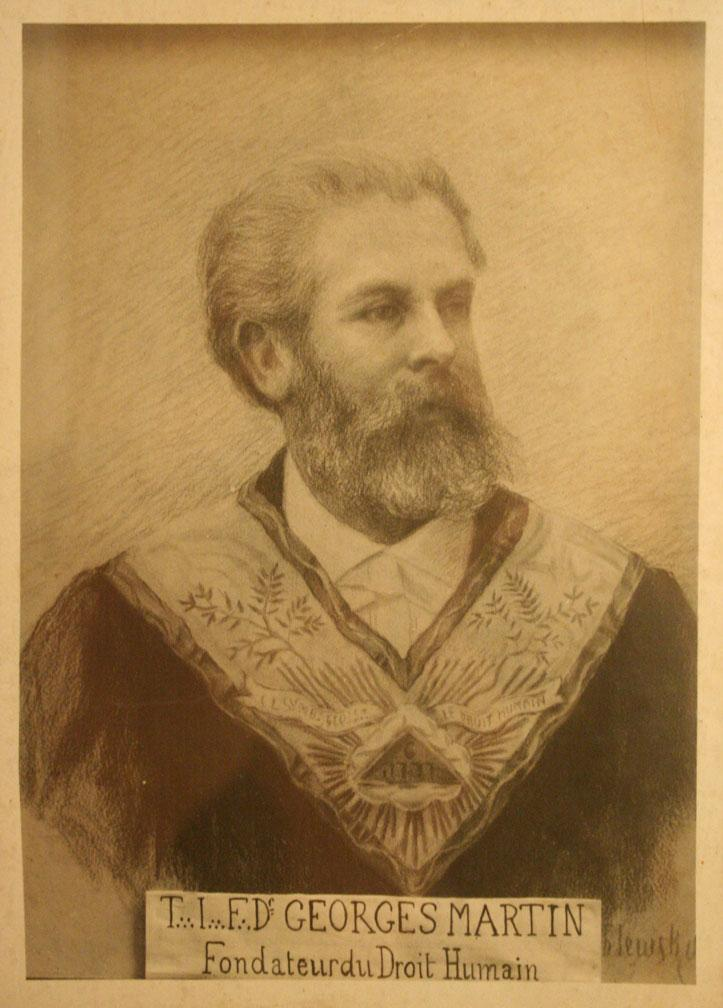
Жорж Мартен

14 января 1882 года Мария Дерэм, известная гуманистка, феминистка, писательница, преподавательница и политик была посвящена в ложу «Свободные мыслители». Действующий досточтимый мастер ложи обосновал этот поступок наличием высочайшей заботы о человечестве в сердце и вполне логичным применением принципа «Свободный масон — в свободной ложе». Вскоре за это нарушение ложа была исключена из Великой символической шотландской ложи.

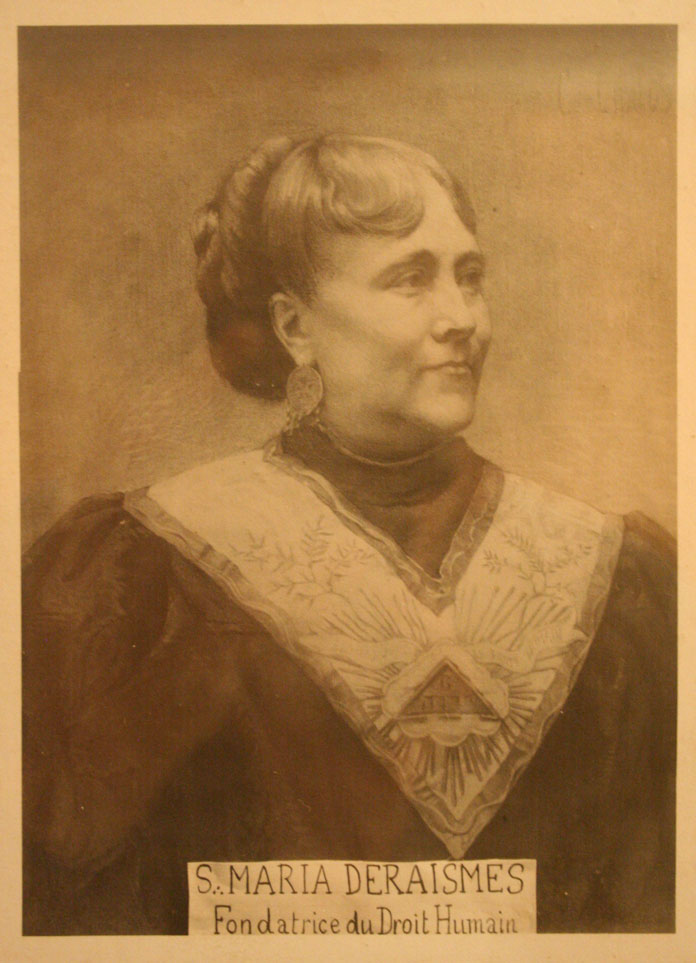
Мария Дерэм

В 1890 году ложа «Шотландский Иерусалим», также относившаяся к Великой символической шотландской ложе, сделала заявление об основании нового масонского ордена, в который принимались бы мужчины и женщины. На этот раз ложа «Шотландский Иерусалим» предлагала не начинать посвящать женщин, а создать новый орден, работающий параллельно. Основным инициатором этого был доктор Жорж Мартен, французский сенатор, борец за права женщин, а также член ложи «Свободные мыслители».
14 марта 1893 года Мари Дерэм, Жорж Мартен и несколько других масонов основали ложу «Право человека», в Париже, посвятив в неё и возвысив 16 француженок.
Вскоре после этого, 4 апреля того же года, была основана первая великая ложа смешанного масонства — «Великая символическая шотландская смешанная ложа Франции» (Grande Loge Symbolique Écossaise Mixte de France). Это было радикальным отступлением от остальных форм масонства: орден не только не требовал веры в Высшую Сущность, но и открыл двери всем, кто был «праведен, честен и свободен, совершеннолетний, не судим и доброго нрава».

## Смешанные масонские великие ложи

### Великий восток Франции
Великий восток Франции (ВВФ) — самая старая масонская организация Франции, и старейшая в континентальной Европе. Основан ВВФ 24 июня 1738 года. Великий восток Франции является флагманом либерального масонства в мире.
ВВФ был одним из первых масонских орденов, некоторые ложи которого стали адоптивными (то есть допускали женщин в ложи, хотя не инициировали их). В 1774 году после введения Адаптивного устава в ряде своих лож, ВВФ появился декрет разрешающий официально включать женщин в состав масонских лож. После чего герцогиня Бурбонская была избрана первой великой мастерицей Франции.
Женщины принимались в ложи, но не инициировались. В 2007 году ВВФ отклонил предложение великого мастера Жан-Мишеля Кийярдэ обсудить возможность членства в ложах женщин.
Конвент 2010 года, после бурных дебатов и с перевесом всего в несколько голосов «за», позволил ложам ВВФ проводить инициацию женщин. Таким образом, тип послушания ВВФ изменился с мужского на смешанный. На 2015 год ВВФ является самой большой смешанной организацией в мире насчитывающий в 1250 ложах 52500 мужчин (50500) и женщин (2000).

### Великая ложа Италии
Великая ложа Италии появилась в Италии в 1910 году под названием Светлейшая великая ложа Италии. Как масонское послушание она была основана группой лож, которые вышли из Великого востока Италии (ВВИ) в 1908 году. Именно 1908 год следует считать годом рождения послушания. Историческая штаб-квартира Великой ложи Италии находилась в Риме на площади Пьяцца дель Джезу, 47.
Сейчас численность Великой ложи Италии — около 9000 членов в 400 ложах, как в Италии, так и в некоторых зарубежных странах, таких как: Великобритания, Канада, Ливан, Румыния и США.
Важным отличием Великой ложи Италии от Великого востока Италии является то, что это послушание смешанное, и в него принимаются женщины на равных правах, а посвящение имеет много общего с посвящением в Международном смешанном масонском ордене Право человека. Кроме того, Великая ложа Италии использует только Древний и принятый шотландский устав (ДПШУ). ДПШУ считается в Великой ложе Италии единым и объединяет градусы с 1 по 33. Руководит Великой ложей Италии — великий мастер, который председательствует в первых трёх градусах и суверенный великий командор, который возглавляет степени с 4 по 33. Обе должности занимает один человек, который избирается сроком на 3 года, и не может переизбираться более чем на два срока.

### Великая смешанная универсальная ложа
Великая смешанная универсальная ложа является масонской организацией, появившейся в результате раскола с французской федерацией Международного смешанного масонского ордена Право человека в 1973 году.
Уже в 1913 году состоялась первая попытка по созданию независимого от МСМО Право человека послушания. Причиной тому было чрезмерное влияние Верховного совета ДПШУ МСМО «Право человека» на работу послушания. Начало Первой мировой войны помешало развитию ситуации с разделением послушания и созданием ВСУЛ. В Великой смешанной универсальной ложе насчитывается чуть более 1400 членов в чуть более 70 ложах.

### Великая смешанная ложа Франции
Это французское смешанное масонское послушание, ведущее свою историю с 1982 года, с момента разделения с Великой смешанной универсальной ложей (Grande Loge mixte universelle). В 2011 году численность ВСЛФ составляла 4000 человек и 190 лож. На начало 2019 года ВСЛФ объединяет 5100 масонов в 236 ложах.

## Конфедерация Lithos
Конфедерация Lithos — бельгийская либеральная масонская организация, созданная 11 ноября 2006 года. Она была основана 5 смешанными масонскими ложами Ордена Право человека и Великого востока Люксембурга. Общий масонский храм называется — Дом масонов. В 2018 году в «Конфедерацию Lithos» входили ложи расположенные в Бельгии (Антверпен, Брюссель и др.), Швейцарии (Женева) и Германии (Вестфалия). Они работают в трёх символических степенях, и большинство из них смешанные. Численность конфедерации на 2019 год составляет 1700 масонов (38 лож).

## Признание смешанных масонских организаций
Следуя запрету на взаимодействие в ритуальном контексте, ОВЛА, не признающая смешанное масонство, утверждает, что поддерживает неформальное общение с женскими и смешанными масонскими великими ложами по вопросам взаимоотношений, и что «поэтому братья могут свободно объяснять профанам, если те спросят, что масонство не ограничивается мужчинами (хотя эта великая ложа не принимает в свои ряды женщин)».
Великий восток Франции с 2010 года решением конвента разрешил принимать женщин в свои ложи. Таким образом, Великий восток Франции стал смешанным послушанием. Каждая ложа ВВФ самостоятельно решает вопрос о необходимости принятия женщин. ВВФ принимал активное участие в создании смешанных послушаний во Франции и других странах. При его участии были основаны: Великая смешанная универсальная ложа, Союз Джорджа Вашингтона, Великая смешанная ложа Франции. С целым рядом смешанных послушаний существуют давние братские отношения, в том числе с такими как Великая ложа Италии, Международный смешанный масонский орден «Право человека», с различными менее известными великими ложами. Также между смешанными послушаниями есть взаимовизитация и участие в различных проектах, выходящих за рамки масонства, в благотворительной, просветительской и социальных областях.

## Смешанное масонство в России
- Великий восток Франции — ложи: «Москва» № 6018 (Москва)[10], «Астрея» № 6032 (Санкт-Петербург)[11], «Свобода» № 6046 (Москва) и «Белая акация» № 6048 (Санкт-Петербург);
- Великая символическая ложа России и союзных стран — 4 ложи и 3 треугольника, в Москве, Санкт-Петербурге, Иркутске и Риге[12].
- Le Droit Humain — ложа «Новый свет» № 1989 (Москва)[13];